# Manuel Blasco Garzón
Manuel Blasco Garzón (Sevilla, 17 de enero de 1885-Buenos Aires, 21 de noviembre de 1954) fue un abogado y político español, persona muy polifacética por lo que desarrolló varios cargos importantes tanto en Sevilla como en Madrid. Durante la Segunda República fue varias veces diputado y ministro. Destacó también por su brillante oratoria.

## Biografía

### Juventud y carrera profesional
Nació en Sevilla el 17 de enero de 1885, en el seno de una familia de la clase media mercantil. Realizó sus estudios de primaria en el colegio de San Ramón, donde coincidiría con Diego Martínez Barrio. Posteriormente cursaría estudios de Derecho en la Universidad de Sevilla, licenciándose en 1905 con premio extraordinario. Tras entrar en un bufete, trabajó como abogado.
En su juventud mantuvo posturas republicanas, siendo miembro de la Juventud Republicana desde 1903 y del Partido Republicano Radical desde 1908. No obstante, años después se pasaría a las filas del Partido Liberal, de abierta filiación monárquica. En el seno de la formación, Blasco perteneció a la llamada «Izquierda Liberal», el ala liderada por Santiago Alba. En 1917 fue elegido concejal del Ayuntamiento de Sevilla, llegando a ejercer como alcalde accidental entre 1921 y 1922. En calidad de tal, durante el verano de 1921 llegó a promover la instalación de un hospital de sangre en el palacio de San Telmo, destinado a atender a los numerosos heridos de la guerra de Marruecos. En las elecciones de 1923 presentó su candidatura a las Cortes por el distrito electoral de Estepa, logrando sacar 10.833 votos y obteniendo acta de diputado.
Durante la dictadura de Primo de Rivera se mantuvo alejado de la política, centrándose más en la actividad de carácter cultural: en estos años ocuparía la presidencia del Sevilla FC, entre mayo de 1923 y junio de 1925, del Colegio de Abogados de Sevilla y del Ateneo de Sevilla —entre 1927 y 1929, en pleno apogeo de la Generación del 27—.Era presidente de la institución sevillana en aquel diciembre en el que tuvo lugar la reconocida reunión de intelectuales organizada por la entidad cultural, especialmente promovida por el entonces vocal de Literatura José María Romero Martínez.
Durante su etapa como presidente del Sevilla Fútbol Club, la entidad conquistó en dos ocasiones el Campeonato de Andalucía. También bajo su mandato, el club contaría contrataría a su primer médico, realizaría las primeras concentraciones y lograría que el campo de la Avenida Reina Victoria acogiese la primera final de la Copa del Rey disputada en Andalucía.
Colaboró habitualmente en la prensa sevillana, con diarios como La Monarquía, El Porvenir, El Correo de Andalucía, El Noticiero Sevillano y El Liberal.

### Segunda República y exilio
Tras la proclamación de la Segunda República regresó a la política y de cara a las elecciones a Cortes Constituyentes de junio de 1931 presentó su candidatura por la ciudad Sevilla, como republicano independiente, si bien no salió elegido. En 1932 ingresaría en el Partido Republicano Radical a petición de su amigo personal Diego Martínez Barrio. Bajo las siglas de este partido participaría en las elecciones de 1933 por la circunscripción de Sevilla ciudad, logrando obtener acta de diputado. En la primavera de 1934, tras la ruptura entre Alejandro Lerroux y Martínez Barrios, Blasco seguiría este último y se pasó a las filas de la recién fundada Unión Republicana.
En las Cortes republicanas formó parte varias comisiones parlamentarias y realizaría numerosas intervenciones, destacando por su oratoria.
En las elecciones de febrero de 1936 volvería a presentar su candidatura por Sevilla (ciudad), por Unión Republicana, logrando revalidar su escaño y siendo en esta ocasión el candidato más votado de las listas del Frente Popular en Sevilla. El 19 de febrero fue designado ministro de Comunicaciones y Marina Mercante en el gobierno presidido por Manuel Azaña, cargo que mantendría durante el breve gobierno de Augusto Barcia. A partir del 13 de mayo pasó a desempeñar la cartera de Justicia en el gobierno presidido por Santiago Casares Quiroga. Tras el estallido de la Guerra civil continuaría como ministro de Justicia, si bien cesaría el 4 de septiembre de 1936.

### Exilio
Tras su salida del gobierno no volvió a ocupar cargos de relevancia, trasladándose a Argentina. Se instaló en Buenos Aires, donde tras la derrota republicana en 1939 pasaría a ocupar el cargo de cónsul general de España del gobierno republicano en el exilio. Miembro del Centro Republicano Español en la capital argentina, sería director durante varios años de la revista España Republicana —órgano de la institución—; también colaboraría frecuentemente con el diario Crítica.
En esta etapa fue también autor de varios libros, como España Heroica, Evocaciones andaluzas o Gloria y Pasión de Antonio Machado.
Falleció en Buenos Aires el 21 de noviembre de 1954, a los 69 años, tras haber sufrido varios derrames cerebrales.